# 卡塔尔投资局
卡塔尔投资局（阿拉伯语：‎）是卡塔尔的一个主权基金，负责很多的国内及国外投资项目。它由卡塔尔埃米尔哈迈德·本·哈利法·阿勒萨尼创立于2005年，遵从聖地亞哥原則。2021年，卡塔尔投资局估计有3000亿美元的资产。

## 外部連接
- .   [2019-09-30]. （原始内容存档于2020-07-28）.
- . Sovereign Wealth Fund Institute.   [2019-09-30]. （原始内容存档于2017-12-29）.